# Макглинчи, Дермот
Де́рмот Макгли́нчи (англ. Dermot McGlinchey, родился 9 мая 1973 года в Каслдерге, Северная Ирландия) — североирландский бывший профессиональный снукерист.

## Карьера
В 1989 году стал чемпионом Северной Ирландии среди игроков до 16 лет. Стал профессионалом и впервые попал в мэйн-тур в 1991 году, но затем несколько раз выбывал из тура. В 2004 году достиг полуфинала чемпионата Европы, а в 2006-м стал чемпионом Северной Ирландии. В 2010 году Макглинчи также играл в мэйн-туре, но, заняв в официальном рейтинге на сезон 2011/12 91-е место, снова выбыл из тура.